# Phyllophaga macmurryi
Phyllophaga macmurryi är en skalbaggsart som beskrevs av Saylor 1940. Phyllophaga macmurryi ingår i släktet Phyllophaga och familjen Melolonthidae. Inga underarter finns listade i Catalogue of Life.